# Miranda!
Pour les articles homonymes, voir Miranda.
Miranda! est un groupe de synthpop argentin, originaire de Buenos Aires. Leur nom, Miranda!, est un hommage à l'acteur argentin Osvaldo Miranda, protagoniste des films comme Los Muchachos de antes no usaban gomina (1937).
Ils obtiennent un grand succès surtout en Amérique latine. Leurs performances se caractérisent par une mise en scène avec des danses, maquillage et vêtement farfelus.

## Biographie

### Débuts (2001–2003)
Miranda! est formé le 27 juillet 2001, lors du 29e anniversaire de son guitariste par les chanteurs Alejandro Sergi et Juliana Gattas, le guitariste Leandro Fuentes et le programmeur Bruno de Vincenti. Le groupe fait ses débuts sur scène en juillet 2001, et après une première saison au cours de laquelle il est présenté à des auditions et soirées électroniques, Miranda! obtient la 3e place dans la catégorie « Révélation 2002 » de l'enquête annuelle du magazine Rolling Stone Argentina et devient l'un des candidats pour le Prix Clarín 2002, dans la catégorie « révélation rock ».
En novembre 2002, ils sortent leur premier album intitulé Es Mentira, qui est enregistré chez Bruno de Vincenti. Ensuite, il est édité par Secsy Discos, en association avec la chaîne de télévision locale Locomotion. Il comprend le morceau Bailarina, qui sera clippé. En 2003, le groupe commence à trouver véritablement le succès. Nicolás Monoto Grimaldi rejoint le groupe à la basse. Après ses premières apparitions sur MTV, Miranda! offre son premier concert dans un théâtre, ce qui marque sans doute une étape décisive dans la carrière musicale de ses membres.

### Succès international (2004-2006)

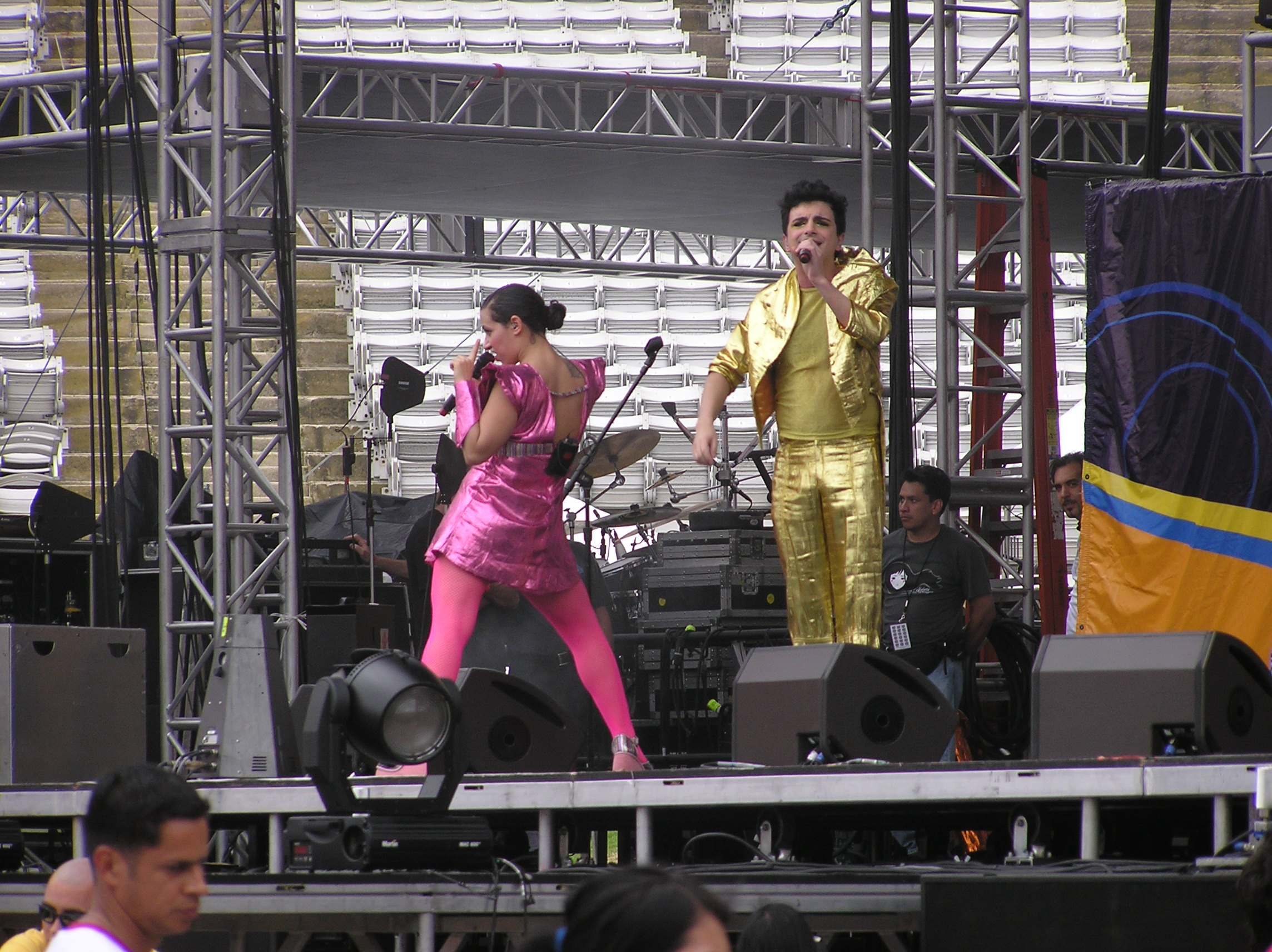
Miranda à Los Angeles, en 2006.

En 2004, et avec leur dernier clip Agua, ils sortent leur deuxième album, Sin límites. Il est produit par Eduardo Schmidt, Pablo Romero et Heiner Mosquera, membres d'Árbol. Parmi ses chansons les plus importantes comprennent Yo te diré, Navidad et, le plus grand succès de Miranda! Don. Dans ce dernier, l'expression « Es un solo... Es la guitarra de Lolo » (en français : « C'est un solo... c'est la guitare de Lolo ») devient un hymne à travers le continent américain. L'album est mixé aux studios Panda de Buenos Aires, et remasterisé à Los Angeles, aux États-Unis, par Tom Baker. À la fin de l'année, le groupe est nommé pour la deuxième fois aux MTV Video Music Awards en Amérique latine, mais cette fois dans la catégorie « meilleur groupe alternatif régional ». Ils signent ensuite avec Hair Music.
En 2005, après leur diffusion médiatique à travers l'Amérique latine, ils donneny un concert au Teatro Gran Rex de Buenos Aires, une présentation enregistrée pour la sortie d'un DVD des mois plus tard sous le titre En vivo sin restricciones!.
En janvier 2006, le groupe est invité à participer au festival Cosquín Rock, avec notamment Skay Beilinson (guitariste du groupe Patricio Rey y sus Redonditos de Ricota), Las Pelotas et La Mancha de Rolando. Au début de 2006, le groupe se présente dans plus de pays d'Amérique latine, comme le Pérou et Porto Rico. En février, ils atteignent l'un des pics de leur carrière, pour être reconnus au Festival de Viña del Mar. En 2006, ils jouent également au Paraguay pour le Pilsen Rock devant 45 000 personnes, avec les groupes 2 Minutos et Attaque 77, bien qu'ils n'aient joué que trois chansons.

### Période des dix ans (2007-2011)
Le 3 février 2007, Miranda! joue pour la deuxième fois avec Pimpinela, lors d'un concert gratuit. Pour démontrer leur unité avec ce groupe, ils se surnomment Pimpiranda! et invitent le groupe Virus à jouer. Cependant, c'est la dernière fois que Bruno de Vincenti joue en concert avec Miranda! Après son départ, et parallèlement au concert de Miranda! avec Fangoria lors de leur tournée en Espagne, la même année, le groupe sort son troisième album studio intitulé El Disco de tu corazón. Il comprend les morceaux notables Hola, Perfecta, et Amanece con mi me. Ce nouvel album fait participer des artistes tels que Julieta Venegas (dans la chanson Perfecta), et Fangoria (dans Vete de aquí).
À la fin de 2007, et après la sortie de leur deuxième clip issu de l'album, ils décident de publier El Disco de tu corazón + vivo, qui comprend deux CD : le premier est l'original enregistré en studio, et le second, comprend les douze morceaux qu'ils ont joué les 9 et 10 août, la même année, au Teatro Gran Rex , accompagnés par des versions remixées de Perfecta (réalisés par Juliana Gattas au lieu de Julieta Venegas) et Prisionero, ainsi que les clips Prisionero, Hola et Perfecta. Au fil de l'année, Miranda! continue de jouer au complexe de danse Niceto Club jusqu'à la fin de l'année. Après le clip du morceau Enamorada, en mars 2008, ils retournent au Paraguay pour se produire à la soirée Labbat Blue, où ils partagent cette fois la scène avec le groupe DIVA. Le 25 juillet, un nouvel album de Miranda! est révélé : El Templo del pop (CD/DVD).

### Autres succès et changements (depuis 2010)
En juin 2011, coïncidant avec son dixième anniversaire, le groupe dévoile le nom de son prochain album, Magistral, et commence immédiatement à le promouvoir avec le premier single intitulé Ya lo sabía. Ils tournent également le clip de Ya lo sabía, et continuent en 2013 à présenter d'autres singles et clips des chansons Dice lo siento et Puro talento.
Le 5 octobre 2016, Ale Sergi joue dans un autre groupe alternatif que Miranda! appelé Satellite 23. Le 3 mars 2017, le groupe confirme le départ (après près de 15 ans) de Nicolás « Monoto » Grimaldi, bassiste historique du groupe depuis sa pause. Après son départ, le groupe joue en duo, accompagné sur scène par Anuk Sforza (guitare), Ludo Morell (batterie) et Gabi Lucena (basse) qui a déjà participé en tant qu'invité aux guitares, claviers, synthétiseurs et samples.

## Membres

### Membres actuels
- Alejandro Julián Sergi Galante (Ale) - voix, guitare
- Juliana Sofía Gattas Grelia (Juli) - seconde voix

### Anciens membres
- Bruno de Vincenti -  programmation, composition virtuelle
- Nicolas Grimaldi (Monoto) - basse
- Leandro Martín Fuentes (Lolo) - guitares

## Discographie

### Singles
- 2002 - Bailarina (#3 ARG)
- 2002 - Imán (#12 ARG)
- 2002 - Tu juego (#1, 2 semanas ARG)
- 2002 - Romix (#1, 3 semanas ARG)
- 2004 - Agua (#16 ARG) (#20 CHI)
- 2004 - Yo te diré (#1, 8 semanas ARG, 3 semanas MEX, 5 semanas CHI)
- 2004 - Navidad (#1, 7 semanas ARG, 3 semanas CHI)
- 2005 - Don (#1, 6 semanas ARG, 4 semanas MEX, 6 semanas CHI)(#7 ESP)
- 2005 - El profe (#1, 2 semanas ARG) (#7 CHI) (#14 MEX)
- 2006 - Uno los dos (#3 ARG)
- 2006 - Quereme, tengo frío (#8 ARG)
- 2006 - Traición (#1, 1 semana ARG, 2 semanas MEX)
- 2007 - Prisionero (#2 ARG)  (#6 MEX)
- 2007 - Perfecta (#1, 3 semanas COL) (#3 MEX) (#8 EC)
- 2007 - Hola (#1, 1 semana ARG)

## Distinctions
| An   | Prix                                      | Catégorie                                                | Résultat   |
| ---- | ----------------------------------------- | -------------------------------------------------------- | ---------- |
| 2004 | MTV Video Music Awards Latinoamérica 2003 | Best New Artist South - Best Independent Artist          | Nomination |
| 2004 | MTV Video Music Awards Latinoamérica 2004 | Best Alternative Artist                                  | Nomination |
| 2005 | Premios Gardel 2005                       | Mejor Album Grupo Pop Sin restricciones                  | Nomination |
| 2005 | MTV Video Music Awards Latinoamérica 2005 | Best Group or Duet                                       | Nomination |
| 2005 | MTV Video Music Awards Latinoamérica 2005 | Best Alternative Artist                                  | Lauréat    |
| 2005 | MTV Video Music Awards Latinoamérica 2005 | Best Artist South                                        | Lauréat    |
| 2005 | MTV Video Music Awards Latinoamérica 2005 | Video of the Year "Don" - groupe de l'année              | Nomination |
| 2006 | Viña del Mar International Song Festival  | Antorchas de Plata                                       | Lauréat    |
| 2006 | Viña del Mar International Song Festival  | Antorchas de Oro                                         | Lauréat    |
| 2006 | Viña del Mar International Song Festival  | Gaviota de Plata                                         | Lauréat    |
| 2006 | Los Premios MTV Latinoamérica 2006        | Best Group or Duet                                       | Nomination |
| 2006 | Premios MTV Latinoamerica 2006            | Video of the Year "El Profe"                             | Nomination |
| 2006 | Premios Toing 2006                        | Ringtone Pop Nacional Don                                | Lauréat    |
| 2006 | Premios Toing 2006                        | Ringtone Revelación                                      | Lauréat    |
| 2006 | Premios Toing 2006                        | Truetone Pop Nacional                                    | Lauréat    |
| 2006 | Premios Toing 2006                        | Truetone de Oro                                          | Lauréat    |
| 2005 | Premios Gardel 2006                       | Mejor DVD Sin restricciones en Vivo                      | Nomination |
| 2007 | Los Premios MTV Latinoamérica 2007        | Best Group or Duet - Best Pop Artist - Best Artist South | Nomination |